# 用土重連
用土 重連（ようど しげつら）は、戦国時代から安土桃山時代にかけての武将。後北条氏の家臣。上野国沼田城代。

## 略歴
父・藤田康邦は元々山内上杉氏に仕えていたが、天文15年（1546年）の河越城の戦いの後、北条氏康に居城・天神山城を攻撃され降伏。氏康の四男・氏邦を養子に迎え、自身は用土城に移り、用土氏を称した。
康邦の没後、家督を継いだ重連は氏邦に仕え武功をあげた。しかし、氏邦との間に確執が生じその存在を危険視された。その後、重連は金子泰清と共に沼田城代となったが、それに不満をもった氏邦によって天正6年（1578年）に毒殺されたという。
その後、後を継いだ弟・藤田信吉（異説有り）は、その恨みから天正8年(1580年)、真田昌幸の誘いに応じて武田勝頼に寝返り、沼田城を武田方に明け渡した。その後勝頼から改めて沼田城代に任じられた。